# Амалія Нассау-Діц (1655–1695)
Амалія Нассау-Діц (нім. Amalie von Nassau-Dietz, 25 листопада 1655 — 16 лютого 1695) — принцеса Нассау-Діца, донька князя Віллема Фрідріха та нідерландської принцеси Альбертіни Агнеси, дружина спадкоємного принца Саксен-Айзенаху Йоганна Вільгельма, матір герцога Саксен-Айзенаху Вільгельма Генріха.

## Біографія
Амалія народилась 25 листопада 1655 року в Гаазі. Вона стала первістком в родині правлячого князя Нассау-Діца й штатгальтера Фрісландії, Ґронінґена та Дренте Вільгельма Фрідріха та його дружини Альбертіни Агнеси Оранської, з'явившись на світ на четвертий рік їхнього шлюбу. Хрестини новонародженої пройшли 9 січня наступного року у Монастирській церкві Гааги. Згодом родина поповнилася двома молодшими дітьми. Мешкало сімейство в Гаазі та Леувардені.
За кілька тижнів до її 9-річчя батько випадково застрелив себе, чистячи пістолет. Матір більше не одружувалася і стала регенткою земель. У середині 1680-х вона переїхала до замку Оранієнштайн у Діці.
У віці 35 років Амалія взяла шлюб із 24-річним спадкоємним принцом Саксен-Айзенаху Йоганном Вільгельмом. Наречений був молодшим братом правлячого герцога Йоганна Георга II, який не мав нащадків. Вінчання відбулося 28 листопада 1690 року в маєтку Ораньєвауд у Фрісландії. Незадовго перед цим до Саксен-Айзенаху була приєднана частина земель колишнього герцогства Саксен-Єна. Від матері Йоганн Вільгельм успадкував також землі Сайн-Вітгенштейн-Сайн-Альтенкірхен. Менш ніж за рік у подружжя народився первісток. Всього пара мала двох дітей. Обох Амалія народила в Ораньєвауді.
Невдовзі померла 16 лютого 1695 року в Альштедті. Похована в Леувардені.
За два роки Йоганн Вільгельм оженився вдруге. У листопаді 1698 року він став герцогом Саксен-Айзенаху, який очолював протягом наступних тридцяти років.

## Родина
Чоловік — Йоганн Вільгельм Саксен-Айзенаський
Діти:
- Вільгельм Генріх (1691—1741) — герцог Саксен-Айзенаху у 1729—1741 роках, був одруженим з Альбертіною Юліаною Нассау-Ідштайнською, а після її смерті — з Анною Софією Шарлоттою Бранденбург-Шведтською, дітей не мав;
- Йоганна Альбертіна (1693—1700) — прожила 7 років.